# House of Mystic Lights
A House of Mystic Lights című dal a német-holland származású C.C.Catch 1988-ban megjelent kislemeze, mely albumra nem került fel, csupán a Diamonds: Her Greatest Hits című első válogatás albumon szerepel. A dal a német, és a spanyol kislemezlistára is felkerült. A dal producere Dieter Bohlen volt.

## Számlista
12" kislemez
Német kiadás (Hansa 609 892)
1. House of Mystic Lights (Long Version Dance Mix) 4:08
2. House of Mystic Lights (Radio Swing Mix) 3:02
3. House of Mystic Lights (Instrumental Mix) 2:58

7" kislemez
Spanyol kiadás (Ariola 1A 109892)
1. House of Mystic Lights (Radio Swing Mix) 3:02
2. House of Mystic Lights (Club Mix) 3:02

## Slágerlista
| Slágerlista (1988) | Legmagasabb helyezés |
| ------------------ | -------------------- |
| Németország        | 22                   |
| Spanyolország      | 7                    |

## Külső hivatkozások
- Élő felvétel[5]
- Dalszöveg[6]
- Hivatalos weboldal[7]